# Copa CONMEBOL de 1996
A Copa CONMEBOL de 1996 foi a quinta edição desta competição de futebol organizada pela Confederação Sul-Americana de Futebol.
Disputada por dezesseis agremiações, a competição começou no dia 10 de setembro e foi finalizada em 4 de dezembro. Lanús e Santa Fe se enfrentaram na decisão, vencida no placar agregado pelo clube argentino. Este foi o primeiro título internacional da história do Lanús.

## Antecedentes
Inaugurada em 1992, a Copa Conmebol foi organizada pela Confederação Sul-Americana de Futebol (CONMEBOL) e era considerada de segundo nível sul-americano, abaixo da Copa Libertadores da América, e uma das precursoras da Copa Sul-Americana. Todas as edições da competição foram disputadas por dezesseis clubes em sistemas eliminatórios, no qual os clubes eliminam-se diretamente até a final. O Atlético Mineiro foi o primeiro campeão, derrotando o Olimpia do Paraguai. Nos dois anos seguintes, os brasileiros Botafogo e São Paulo conquistaram os títulos sobre o Peñarol. Na edição anterior, o título ficou com o Rosário Central.

## Participantes e regulamento
Esta edição foi disputada por dezesseis clubes, sendo quatro brasileiros: Bragantino, Fluminense, Palmeiras e Vasco da Gama; dois argentinos: Lanús e Rosario Central; dois colombianos: Santa Fe e Tolima; dois uruguaios: Porongos e River Plate; além dos demais participantes: Bolívar (Bolívia), Cobreloa (Chile), Emelec (Equador), Guaraní (Paraguai), Alianza Lima (Peru) e Deportivo Táchira. O regulamento, por sua vez, organizou as equipes em dois chaveamentos pré-determinados e compostos por jogos eliminatórios de ida e volta. Os vencedores dos chaveamentos se enfrentaram na decisão.
| País      | Equipe            | Ref.  |
| --------- | ----------------- | ----- |
| Argentina | Lanús             | [ 7 ] |
| Argentina | Rosário Central   | [ 7 ] |
| Bolívia   | Bolívar           | [ 7 ] |
| Brasil    | Bragantino        | [ 7 ] |
| Brasil    | Fluminense        | [ 7 ] |
| Brasil    | Palmeiras         | [ 7 ] |
| Brasil    | Vasco da Gama     | [ 7 ] |
| Colômbia  | Santa Fe          | [ 7 ] |
| Colômbia  | Deportes Tolima   | [ 7 ] |
| Chile     | Cobreloa          | [ 7 ] |
| Equador   | Emelec            | [ 7 ] |
| Paraguai  | Guaraní           | [ 7 ] |
| Peru      | Alianza Lima      | [ 7 ] |
| Uruguai   | Porongos          | [ 7 ] |
| Uruguai   | River Plate       | [ 7 ] |
| Venezuela | Deportivo Táchira | [ 7 ] |

## Resumo
O primeiro jogo da Copa Conmebol ocorreu em 10 de setembro de 1996, quando o Deportes Tolima venceu o Vasco da Gama pelo placar mínimo. No entanto, o clube brasileiro goleou na partida de volta (4–0), revertendo a desvantagem e eliminando o rival. Outro brasileiro na competição, o Fluminense fez sua estreia em Assunção, onde acabou sendo derrotado pelo Guaraní. O clube paraguaio, inclusive, prosseguiu para as quartas de final após empatar a segunda partida. Já Bragantino e Palmeiras protagonizaram um embate brasileiro, no qual o Bragantino se classificou graças à goleada aplicada em Bragança Paulista. Além deles, os demais classificados foram: os argentinos Lanús e Rosário Central, o colombiano Santa Fe, o equatoriano Emelec e o uruguaio River Plate.
Os jogos das quartas de final foram disputados de 7 a 24 de outubro. No primeiro confronto a ser decidido, o Rosário Central, após uma vitória e um empate, eliminou o River Plate, do Uruguai. Por sua vez, o Lanús venceu os dois jogos contra o Guaraní. No outro lado do chaveamento, Santa Fe e Vasco da Gama eliminaram, respectivamente, Bragantino e Emelec. Já as semifinais ocorreram entre 29 de outubro e 13 de novembro. O Lanús triunfou os dois embates contra o compatriota Rosário Central, enquanto o Santa Fe eliminou o Vasco da Gama nas penalidades. O Lanús venceu a decisão pelo placar agregado de 2–1 e foi campeão da quinta edição da Copa Conmebol.

## Resultados
|  | Oitavas de final              | Oitavas de final              | Oitavas de final              | Oitavas de final              |       |                 | Quartas de final  | Quartas de final  | Quartas de final  | Quartas de final  |  |               | Semifinais                     | Semifinais                     | Semifinais                     | Semifinais                     |       |   | Final                          | Final                          | Final                          | Final                          |
|  | 10 de setembro a 2 de outubro | 10 de setembro a 2 de outubro | 10 de setembro a 2 de outubro | 10 de setembro a 2 de outubro |       |                 | 7 a 24 de outubro | 7 a 24 de outubro | 7 a 24 de outubro | 7 a 24 de outubro |  |               | 29 de outubro a 13 de novembro | 29 de outubro a 13 de novembro | 29 de outubro a 13 de novembro | 29 de outubro a 13 de novembro |       |   | 20 de novembro e 4 de dezembro | 20 de novembro e 4 de dezembro | 20 de novembro e 4 de dezembro | 20 de novembro e 4 de dezembro |
|  |                               |                               |                               |                               |       |                 |                   |                   |                   |                   |  |               |                                |                                |                                |                                |       |   |                                |                                |                                |                                |
|  | Guaraní                       | 3                             | 2                             | 5                             |       |                 |                   |                   |                   |                   |  |               |                                |                                |                                |                                |       |   |                                |                                |                                |                                |
|  | Fluminense                    | 1                             | 2                             | 3                             |       |                 |                   |                   |                   |                   |  |               |                                |                                |                                |                                |       |   |                                |                                |                                |                                |
|  | Fluminense                    | 1                             | 2                             | 3                             |       | Guaraní         | 0                 | 2                 | 2                 |                   |  |               |                                |                                |                                |                                |       |   |                                |                                |                                |                                |
|  |                               |                               |                               |                               |       | Guaraní         | 0                 | 2                 | 2                 |                   |  |               |                                |                                |                                |                                |       |   |                                |                                |                                |                                |
|  |                               | Lanús                         | 2                             | 6                             | 8     |                 |                   |                   |                   |                   |  |               |                                |                                |                                |                                |       |   |                                |                                |                                |                                |
|  | Bolívar                       | Lanús                         | 2                             | 6                             | 8     | 1               | 1                 | 2                 |                   |                   |  |               |                                |                                |                                |                                |       |   |                                |                                |                                |                                |
|  | Bolívar                       |                               |                               |                               |       | 1               | 1                 | 2                 |                   |                   |  |               |                                |                                |                                |                                |       |   |                                |                                |                                |                                |
|  | Lanús                         | 0                             | 4                             | 4                             |       |                 |                   |                   |                   |                   |  |               |                                |                                |                                |                                |       |   |                                |                                |                                |                                |
|  | Lanús                         | 0                             | 4                             | 4                             |       |                 |                   |                   |                   |                   |  | Lanús         | 3                              | 3                              | 6                              |                                |       |   |                                |                                |                                |                                |
|  |                               |                               |                               |                               |       |                 |                   |                   |                   |                   |  | Lanús         | 3                              | 3                              | 6                              |                                |       |   |                                |                                |                                |                                |
|  |                               | Rosário Central               | 0                             | 1                             | 1     |                 |                   |                   |                   |                   |  |               |                                |                                |                                |                                |       |   |                                |                                |                                |                                |
|  | Cobreloa                      | Rosário Central               | 0                             | 1                             | 1     | 3               | 1                 | 4                 |                   |                   |  |               |                                |                                |                                |                                |       |   |                                |                                |                                |                                |
|  | Cobreloa                      |                               |                               |                               |       | 3               | 1                 | 4                 |                   |                   |  |               |                                |                                |                                |                                |       |   |                                |                                |                                |                                |
|  | Rosário Central               | 2                             | 4                             | 6                             |       |                 |                   |                   |                   |                   |  |               |                                |                                |                                |                                |       |   |                                |                                |                                |                                |
|  | Rosário Central               | 2                             | 4                             | 6                             |       | Rosário Central | 4                 | 0                 | 4                 |                   |  |               |                                |                                |                                |                                |       |   |                                |                                |                                |                                |
|  |                               |                               |                               |                               |       | Rosário Central | 4                 | 0                 | 4                 |                   |  |               |                                |                                |                                |                                |       |   |                                |                                |                                |                                |
|  |                               | River Plate                   | 0                             | 0                             | 0     |                 |                   |                   |                   |                   |  |               |                                |                                |                                |                                |       |   |                                |                                |                                |                                |
|  | Porongos                      | River Plate                   | 0                             | 0                             | 0     | 2               | 0                 | 2                 |                   |                   |  |               |                                |                                |                                |                                |       |   |                                |                                |                                |                                |
|  | Porongos                      |                               |                               |                               |       | 2               | 0                 | 2                 |                   |                   |  |               |                                |                                |                                |                                |       |   |                                |                                |                                |                                |
|  | River Plate                   | 2                             | 6                             | 8                             |       |                 |                   |                   |                   |                   |  |               |                                |                                |                                |                                |       |   |                                |                                |                                |                                |
|  | River Plate                   | 2                             | 6                             | 8                             |       |                 |                   |                   |                   |                   |  |               |                                |                                |                                |                                | Lanús | 2 | 0                              | 2                              |                                |                                |
|  |                               |                               |                               |                               |       |                 |                   |                   |                   |                   |  |               |                                |                                |                                |                                |       | 2 | 0                              | 2                              |                                |                                |
|  |                               | Santa Fe                      | 0                             | 1                             | 1     |                 |                   |                   |                   |                   |  |               |                                |                                |                                |                                |       |   |                                |                                |                                |                                |
|  | Deportivo Táchira             | Santa Fe                      | 0                             | 1                             | 1     | 2               | 0                 | 2                 |                   |                   |  |               |                                |                                |                                |                                |       |   |                                |                                |                                |                                |
|  | Deportivo Táchira             |                               |                               |                               |       | 2               | 0                 | 2                 |                   |                   |  |               |                                |                                |                                |                                |       |   |                                |                                |                                |                                |
|  | Santa Fe                      | 2                             | 3                             | 5                             |       |                 |                   |                   |                   |                   |  |               |                                |                                |                                |                                |       |   |                                |                                |                                |                                |
|  | Santa Fe                      | 2                             | 3                             | 5                             |       | Santa Fe        | 1                 | 0                 | 1                 |                   |  |               |                                |                                |                                |                                |       |   |                                |                                |                                |                                |
|  |                               |                               |                               |                               |       | Santa Fe        | 1                 | 0                 | 1                 |                   |  |               |                                |                                |                                |                                |       |   |                                |                                |                                |                                |
|  |                               | Bragantino                    | 0                             | 0                             | 0     |                 |                   |                   |                   |                   |  |               |                                |                                |                                |                                |       |   |                                |                                |                                |                                |
|  | Bragantino                    | Bragantino                    | 0                             | 0                             | 0     | 5               | 0                 | 5                 |                   |                   |  |               |                                |                                |                                |                                |       |   |                                |                                |                                |                                |
|  | Bragantino                    |                               |                               |                               |       | 5               | 0                 | 5                 |                   |                   |  |               |                                |                                |                                |                                |       |   |                                |                                |                                |                                |
|  | Palmeiras                     | 1                             | 3                             | 4                             |       |                 |                   |                   |                   |                   |  |               |                                |                                |                                |                                |       |   |                                |                                |                                |                                |
|  | Palmeiras                     | 1                             | 3                             | 4                             |       |                 |                   |                   |                   |                   |  | Santa Fe (p.) | 1                              | 1                              | 2 (6)                          |                                |       |   |                                |                                |                                |                                |
|  |                               |                               |                               |                               |       |                 |                   |                   |                   |                   |  | Santa Fe (p.) | 1                              | 1                              | 2 (6)                          |                                |       |   |                                |                                |                                |                                |
|  |                               | Vasco da Gama                 | 2                             | 0                             | 2 (5) |                 |                   |                   |                   |                   |  |               |                                |                                |                                |                                |       |   |                                |                                |                                |                                |
|  | Alianza Lima                  | Vasco da Gama                 | 2                             | 0                             | 2 (5) | 2               | 1                 | 3 (3)             |                   |                   |  |               |                                |                                |                                |                                |       |   |                                |                                |                                |                                |
|  | Alianza Lima                  |                               |                               |                               |       | 2               | 1                 | 3 (3)             |                   |                   |  |               |                                |                                |                                |                                |       |   |                                |                                |                                |                                |
|  | Emelec (p.)                   | 1                             | 2                             | 3 (4)                         |       |                 |                   |                   |                   |                   |  |               |                                |                                |                                |                                |       |   |                                |                                |                                |                                |
|  | Emelec (p.)                   | 1                             | 2                             | 3 (4)                         |       | Emelec          | 0                 | 1                 | 1                 |                   |  |               |                                |                                |                                |                                |       |   |                                |                                |                                |                                |
|  |                               |                               |                               |                               |       | Emelec          | 0                 | 1                 | 1                 |                   |  |               |                                |                                |                                |                                |       |   |                                |                                |                                |                                |
|  |                               | Vasco da Gama                 | 2                             | 0                             | 2     |                 |                   |                   |                   |                   |  |               |                                |                                |                                |                                |       |   |                                |                                |                                |                                |
|  | Deportes Tolima               | Vasco da Gama                 | 2                             | 0                             | 2     | 1               | 0                 | 1                 |                   |                   |  |               |                                |                                |                                |                                |       |   |                                |                                |                                |                                |
|  | Deportes Tolima               |                               |                               |                               |       | 1               | 0                 | 1                 |                   |                   |  |               |                                |                                |                                |                                |       |   |                                |                                |                                |                                |
|  | Vasco da Gama                 | 0                             | 4                             | 4                             |       |                 |                   |                   |                   |                   |  |               |                                |                                |                                |                                |       |   |                                |                                |                                |                                |

- Em itálico, os times que possuem o mando de campo no primeiro jogo do confronto e em negrito os times classificados.